# Tomb Raider : La Malédiction de l'épée
Tomb Raider : La Malédiction de l'Épée, ou Tomb Raider: Curse of the Sword aux États-Unis, est un jeu vidéo d'action - plate-forme sorti sur Game Boy Color en 2001. Il s'agit du deuxième opus de la série Tomb Raider, mettant en scène l'héroïne Lara Croft, édité sur cette console portable, après Tomb Raider en 2000,,

## Synopsis
Alors que Lara Croft visite un musée avec une amie, un groupe armé adorateur de sorcellerie fait irruption, et s'empare d'un sabre aux propriétés étranges. L'héroïne se lance alors à leur poursuite et, dans la confusion, se coupe avec le sabre. Cette coupure la condamne à devenir la nouvelle enveloppe d'un esprit défunt. Lara doit désormais se battre pour sauver son esprit et lever la malédiction.

## Système de jeu
Le jeu se déroule en défilement horizontal (ou side-scrolling) en 2D.
L'héroïne dispose du panel de mouvements basique : marche, course, sauts, tir. Elle peut également s'accroupir, effectuer des roulades, escalader, s’agripper à un mur, se suspendre à une liane, activer des interrupteurs et des leviers. Le jeu se base sur un principe d'objets à récupérer pour pouvoir avancer : un pied de biche, une clé à trouver pour ouvrir une porte, etc. Pour y parvenir, Lara doit fouiller les niveaux en éliminant les ennemis et en évitant les pièges. Elle dispose d'un inventaire pour stocker les objets trouvés, les armes, et également les trousses de soins ramassées qui lui permettent de récupérer de la vie. Certains passages du jeu sont chronométrés et mèneront à un game over si l'objectif n'est pas atteint dans le temps imparti.
Il n'est possible de sauvegarder la partie que lorsque Lara se trouve sur l'un des cristaux de sauvegarde disséminés dans les niveaux. Le jeu ne dispose que d'une seule sauvegarde qui est écrasée au fur et à mesure.